# Al-`Ula
Al-`Ula (også Al Ola, arabisk: العلا al-ʿulā) er en by i det nordvestlige Saudi-Arabien. Byen har 32.413(2010) indbyggere. Byen ligger i guvernementet 'Ula (محافظة العلا), et af de syv guvernementer i regionen Medina.
Al-`Ula lå historisk på røgelsesvejen. Den var hovedstad for oldtidens lihyaniter (dedaniterne).